# Because (The Beatles)
Because is een lied dat is geschreven door John Lennon van The Beatles. Zoals de meeste liedjes van zijn hand uit deze tijd staat het op naam van Lennon-McCartney. Because verscheen in september 1969 op het album Abbey Road. Het onderscheidt zich door de driestemmige zang van John Lennon, Paul McCartney en George Harrison, die bovendien nog eens twee keer overgedubd werd, zodat in totaal negen stemmen te horen zijn.

## Ontstaan
Volgens John Lennon kreeg hij het idee voor het lied toen Yoko Ono op de piano de Mondscheinsonate speelde. Hij vroeg haar het eerste deel van de sonate achterstevoren te spelen. Het resultaat verwerkte hij tot een lied. Analyses van Because laten zien dat Lennon niet zomaar Beethovens noten in omgekeerde volgorde zette, maar het materiaal wel degelijk bewerkte.

## Opname
Het grootste deel van Because werd opgenomen op 1 augustus 1969. Op 4 augustus werden de overdubbings toegevoegd en op 5 augustus het geluid van een Moog-synthesizer, bespeeld door George Harrison. Het was het laatste nummer dat voor Abbey Road werd opgenomen, hoewel er op dat moment nog een paar nummers afgemaakt moesten worden.
Het nummer begint met een inleiding die unisono wordt gespeeld door George Martin, de vaste producer van The Beatles, op een elektrisch klavecimbel en John Lennon op gitaar. Om te zorgen dat ze precies gelijktijdig zouden spelen sloeg Ringo Starr, die verder niet meedeed aan het nummer, voor hen de maat op de hihat. Ze konden hem horen door een koptelefoon; zijn bijdrage is buiten de opname gehouden. Daarna vallen de stemmen en Paul McCartneys basgitaar in.
Het nummer eindigt met een fade-out in een andere toonsoort dan het voorgaande (D in plaats van cis). Op het album volgt daarna de reeks van acht, vaak in elkaar overlopende, nummers die samen wel de ‘medley’ worden genoemd.
Voor zowel Paul McCartney als George Harrison was Because het favoriete nummer op Abbey Road. Toen EMI, de eigenaar van de Abbey Road Studios, een deel van zijn instrumentarium opruimde, kocht McCartney het elektrische klavecimbel dat voor Because was gebruikt.
Een a capella-versie van het nummer staat op het verzamelalbum Anthology 3, uitgebracht in 1996. Op het mixalbum Love van 2006 is dezelfde versie gebruikt, maar dan langzamer afgespeeld en met toegevoegde vogelzang.

## Bezetting
- John Lennon, zang (middelste stem) en elektrische gitaar
- Paul McCartney, zang (hoge stem) en basgitaar
- George Harrison, zang (lage stem) en Moog synthesizer
- George Martin, elektrisch klavecimbel

## Coverversies
Because is onder andere opgenomen door:
- Negen personages in de film Across the Universe, die de negen stemmen in Because zingen
- George Benson op het album The Other Side of Abbey Road uit 1969 (instrumentale versie)[6]
- George Clinton op het dubbelalbum How Late Do U Have 2BB4UR Absent? uit 2005[7]
- Alice Cooper en The Bee Gees in de film  Sgt. Pepper's Lonely Hearts Club Band uit 1978
- Devo tijdens zijn muzikale videoproject The Truth about De-Evolution uit 1976 (zij het dat de muziek sterk vervormd is)
- Al Di Meola op zijn album All Your Life: A Tribute to The Beatles Recorded at Abbey Road Studios, London uit 2013[8]
- Lynsey de Paul in de soundtrack bij de documentaire All This and World War II uit 1976
- Gerry Rafferty op het album Life Goes On uit 2009[9]
- Elliott Smith in de film American Beauty uit 1999
- Vanessa-Mae op het album In My Life, in 1998 geproduceerd door  George Martin
- John Williams op het album Changes van 1971[10] (gitaarversie)